# آتش‌سوزی‌های ۲۰۲۵ اسرائیل و کرانه باختری
در ۳۰ آوریل ۲۰۲۵، در یوم هازیکارون، اسرائیل آتش‌سوزی‌های بزرگی را در اطراف اورشلیم در حداقل ۱۰۰ مکان مختلف تجربه کرد. اسرائیل برای خاموش کردن آتش از کشورهای همسایه درخواست کمک کرد، وضعیت اضطراری ملی اعلام و سربازان ارتش اسرائیل را برای کمک به خاموش کردن آتش مستقر کرد. علاوه بر این، جوامع واقع در حدود ۳۰ کیلومتری (۱۹ مایلی) غرب اورشلیم تخلیه شدند، از جمله ناوه شالوم، به‌کوا، تعوز، موو هارون، مشمار آیلون و ناچشون و حداقل ۱۲ نفر مجروح شده‌اند.
تصاویر تلویزیونی آتش‌سوزی در امتداد بزرگراه و مردم را در حال رها کردن خودروها و فرار از آتش‌نشان می‌داد. علاوه بر این، دو بزرگراه اصلی اورشلیم، بزرگراه ۱ و بزرگراه ۳ بسته شدند.
همه اینها پس از یک هفته آتش‌سوزی بزرگ در کشور رخ می‌دهد.

## اقدامات اضطراری
پس از آتش‌سوزی‌ها، گیدون سعار، وزیر امور خارجه اسرائیل، از چندین کشور از جمله بریتانیا، فرانسه، جمهوری چک، سوئد، آرژانتین، اسپانیا، مقدونیه شمالی و جمهوری آذربایجان درخواست کمک کرد. پیش‌تر، اسرائیل به‌طور رسمی از یونان، قبرس، کرواسی، ایتالیا و بلغارستان تقاضای کمک کرده بود. کرواسی و ایتالیا سه هواپیمای اطفای حریق کانادایر CL-415 اعزام کردند.
رومانی اعلام کرد که دو فروند هواپیما اعزام خواهد کرد. خوزه مانوئل آلبارس، وزیر امور خارجه اسپانیا، نیز اظهار داشت کشورش دو هواپیمای اطفای حریق خواهد فرستاد و فرانسه نیز از تصمیم خود برای اعزام یک فروند هواپیما خبر داد. دیگر کشورهایی که «آمادگی برای کمک» خود را اعلام کردند، شامل اکوادور و اوکراین بودند، در حالی که کشورهای دیگری نیز پیشنهاد اعزام بالگرد دادند. تشکیلات خودگردان فلسطین نیز برای اعزام تیم‌های آتش‌نشانی به اطراف اورشلیم (بیت‌المقدس) اعلام آمادگی کرد، اما اسرائیل به این پیشنهاد پاسخی نداد.

## پیامدها
به گزارش منابع خبری، این آتش‌سوزی‌ها در بحبوحه تنش‌های فزاینده ملی در اسرائیل روی داده‌اند و ممکن است فشار بیشتری بر سامانه‌های امداد اضطراری اسرائیل که پیش‌تر نیز درگیر بوده‌اند، وارد کند.

## اتهامات آتش‌افروزی
در شامگاه ۳۰ آوریل، چندین عرب به ظن اقدام به آتش‌افروزی دستگیر شدند که یکی از آنها در حین عمل دستگیر شد. در همان روز آتش‌سوزی، حماس پیامی در تلگرام منتشر کرد و از فلسطینی‌ها خواست «مزارع، جنگل‌ها و خانه‌های شهرک‌نشینان» را به آتش بکشند.
چند ساعت پس از وقوع آتش‌سوزی‌ها، پلیس اسرائیل اعلام کرد که سه مظنون را به اتهام آغاز یا تشدید این حوادث بازداشت کرده است. بنا بر تصاویر منتشرشده در رسانه‌های اسرائیلی، از خودروی یکی از مظنونان فندک و تکه‌های کاغذ کشف شده و او در حالی که تلاش می‌کرد آتشی به‌راه اندازد، دستگیر شده است. در همین حال، گروه‌های ضداسرائیلی در شبکه‌های اجتماعی از هواداران خود خواسته‌اند در طول روز به ایجاد آتش‌سوزی اقدام کنند. یکی از پوسترهای منتشرشده با شعار «زمین را زیر پای شهرک‌نشینان به آتش بکشید»، تصویری از مردی با کفیه را نشان می‌داد که در دامنه تپه‌ای مشرف بر خانه‌های شعله‌ور، در حال افروختن آتش بود.